# Principi d'Arborea
I Principi o donnicelli d’Arborea erano i parenti stretti del giudice di Arborea e, spesso i suoi eredi. Il titolo di donnicello o donnicella era specifico del periodo giudicale sardo.

Stemma del Giudicato di Arborea

## Storia del titolo
L’altisonante titolo di donnicello, che aveva la stessa valenza del titolo di infante o principe, venne adoperato sin dal XIII secolo, anche al di fuori dei confini del Giudicato di Arborea, com’è testimoniato da diversi documenti in cui Benedetta di Cagliari si firmò come donnikella, in quanto figlia di Guglielmo I Salusio IV, Re di Cagliari e Marchese di Massa e di Corsica.
Dopo il 1323, grazie ai rapporti di vassallaggio tra il Regno di Arborea, al limite tra feudo e principato indipendente, fu garantito dal Re d'Aragona Alfonso IV che i figli di Ugone II di Arborea sarebbero stati secondi nella gerarchia di corte solo agli infanti, gli eredi al trono d'Aragona.
Il titolo non venne invece adoperato da Pietro III di Arborea, che, dopo la morte del padre e prima della sua incoronazione ufficiale, utilizzò quello di Visconte di Bas.
Solo successivamente il titolo venne riutilizzato, ed ebbe una valenza maggiore quando l'Arborea dichiarò guerra all'Aragona, rendendosi completamente indipendente.